# X-Qlusive
X-Qlusive est un événement de hardstyle appartenant aux festivals Q-dance, localisé à Amsterdam aux Pays-Bas, articulé autour d'un thème ou d'un DJ.

## Histoire
L'objectif de l'événement tourne toujours autour d'un sujet ou d'un DJ. En 2006, à X-Qlusive vs. Hollande les DJ italiens étaient à l'honneur. En 2003, à X-Qlusive en Allemagne, seuls les DJ allemands étaient sur scène. De nombreux DJ possèdent leur propre « X-qlusive » et certains d'entre eux comme Lady Dana, The Prophet et Headhunterz possédaient la leur. En 2008, c'est à Sydney puis à Melbourne, en Australie, que Showtek se produit.
En octobre 2022, X-Qlusive annonce son édition 2023 avec Rebelion,. Fin 2023, X-Qlusive Holland organise sa huitième édition.

## Programmations
- 26 octobre 2002 : X-Qlusive Italie - Heineken Music Hall - Amsterdam
- 5 janvier 2003 : X-Qlusive Dana - Heineken Music Hall - Amsterdam
- 31 mai 2003 : X-Qlusive Pays-Bas - Heineken Music Hall - Amsterdam
- 1er novembre 2003 : X-Qlusive Allemagne - Heineken Music Hall - Amsterdam
- 7 février 2004 : X-Qlusive DJ Luna - Heineken Music Hall - Amsterdam
- 16 octobre 2004 : X-qlusive Labels & Live acts - Heineken Music Hall - Amsterdam
- 29 janvier 2005 : X-Qlusive Pavo - Heineken Music Hall - Amsterdam
- 28 janvier 2006 : X-Qlusive - The Prophet - Heineken Music Hall - Amsterdam
- 27 mai 2006 : X-Qlusive Pays-Bas vs. Italie - Heineken Music Hall - Amsterdam
- 27 janvier 2007 : X-Qlusive - DJ Zany - Heineken Music Hall - Amsterdam
- 29 septembre 2007 : X-Qlusive - DJ Zany - Belgique
- 26 janvier 2008 : X-Qlusive - Showtek - Heineken Music Hall - Amsterdam
- 12 décembre 2008 : X-Qlusive - Showtek - Hordern Pavilion - Sydney, Australie
- 24 janvier 2009 : X-Qlusive - Technoboy - Heineken Music Hall - Amsterdam
- 10 octobre 2009 : X-Qlusive - Holland - Heineken Music Hall - Amsterdam
- 19 décembre 2009 : X-Qlusive - Technoboy - Hordern Pavilion - Sydney
- 30 janvier 2010 : X-Qlusive - Headhunterz - Heineken Music Hall - Amsterdam
- 21 janvier 2011 : X-Qlusive - D-Block & S-te-Fan - Heineken Music Hall - Amsterdam
- 1er octobre 2011 : X-Qlusive Italy - Heineken Music Hall - Amsterdam
- 21 janvier 2012 : X-Qlusive - Noisecontrollers - Heineken Music Hall - Amsterdam[6]
- 19 janvier 2013 : X-Qlusive - Wildstylez - Heineken Music Hall - Amsterdam[7]
- 5 octobre 2013 : X-Qlusive - Holland - - Heineken Music Hall - Amsterdam
- 25 janvier 2014 : X-Qlusive - Brennan Heart - Heineken Music Hall - Amsterdam
- 4 octobre 2014 : X-Qlusive Legends - Heineken Music Hall - Amsterdam
- 24 janvier 2015 : X-Qlusive Frontliner- Heineken Music Hall - Amsterdam
- 3 octobre 2015 : X-Qlusive Holland XXL - Ziggo Dome - Amsterdam
- 23 avril 2016 : X-Qlusive Wildstylez & Villain - Movistar Arena - Santiago, Chili
- 30 janvier 2016 : X-Qlusive B-Front - Heineken Music Hall - Amsterdam
- 21 janvier 2017 : X-Qlusive Ran-D - AFAS Live - Amsterdam
- 3 février 2018 : X-Qlusive Frequencerz - AFAS Live - Amsterdam
- 29 septembre 2018 : X-Qlusive Holland XXL - Ziggo Dome - Amsterdam
- 26 janvier 2019 : X-Qlusive Da Tweekaz - AFAS Live - Amsterdam[8]
- 28 septembre 2019 : X-Qlusive Holland - Ziggo Dome - Amsterdam
- 20 mai 2020 (reporté au 23 avril 2022) : X-Qlusive Phuture Noize - AFAS Live - Amsterdam[9]
- 3 septembre 2022 : X-Qlusive Holland - Gelredome - Arnhem
- 28 janvier 2023 : X-Qlusive Rebelion - AFAS Live - Amsterdam
- 30 septembre 2023 : X-Qlusive Holland - Gelredome - Arnhem